# Черкеси (село)
Черкеси́ — село Шабівської сільської громади в Білгород-Дністровському районі Одеської області, Україна. Населення становить 302 осіб.

## Історія
За даними 1822—1828 років:
«…все балки находящиеся на семъ пространстве совершенно сухие, в одной из них есть только один каменный колодезь на урочище Черкесы устроенный турками, коего глубина простирается до 30 сажень…»
Станом на 1859 рік в Черкесах мешкало 167 осіб (88 чоловічої статі та 79 жіночої), налічувалось 30 дворових господарств. Черкеси значаться як власницький хутір при криницях.

## Населення
Згідно з переписом 1989 року населення села становило 296 осіб, з яких 129 чоловіків та 167 жінок.
За переписом населення 2001 року в селі мешкали 302 особи.

### Мова
Розподіл населення за рідною мовою за даними перепису 2001 року:
| Мова       | Відсоток |
| ---------- | -------- |
| українська | 98,01 %  |
| російська  | 0,66 %   |
| гагаузька  | 0,66 %   |
| болгарська | 0,33 %   |
| молдовська | 0,33 %   |